# ドラえもん 友情伝説ザ・ドラえもんズ
『ドラえもん 友情伝説ザ・ドラえもんズ』（ドラえもん ゆうじょうでんせつザ・ドラえもんズ）は1995年に発売された日本のRPG。機種は3DO。
ゲームオリジナルキャラクターとしてザ・ドラえもんズが初登場。以降、彼らを主役とした劇場版シリーズが製作された。なお、このゲームのドラえもんズのキャラクター設定は劇場版シリーズとは異なる点が多い。

## ストーリー
西暦2112年9月、聖ネコ型ロボ工作センターでは次々とネコ型お世話ロボットが作り出されていた。その中のひとつがドラえもんである。彼らは聖ネコ型ロボ学園に入学し、人間たちの世話をするための学業に勤しんでいる。学園でドラえもんは、大親友と呼べる6人の仲間と出会い、彼らは永遠の友情を誓いあった。そしていつしか、ドラえもんとともに「ドラドラ7（セブン）」の異名を取っていた。
ある日、ドラえもんが親友テレカを使って仲間の1人であるドラ・ザ・キッドに連絡をしようとしたが、いくら呼び出しても連絡がとれない。不審に思ったドラえもんはもう1人の仲間、王ドラを呼び出したが、同じように連絡がとれない。彼らの身を心配していたその矢先、ドラミから聖ネコ型ロボ工作センターがドラえもんを除くドラドラ7（セブン）によって襲撃されたという一報がもたらされる。さらに彼らは、すべてのネコ型ロボットを引き連れてどこかへ姿を消してしまったという。
ドラドラ7（セブン）との友情を取り戻すために、ドラえもんとのび太の冒険が始まった。

## スタッフ
- 監修：藤子・F・不二雄
- 企画：秋元輝夫・管沼孝夫（小学館プロダクション）
- ゲーム・オリジナル・シナリオ：寺田憲史
- 音楽：川崎絵都夫
- キャラクターデザイン：田中道明（ドラドラ7）・立石佳太（ゲスト）
- イメージボード：村田和也、O.L.M
- 作画：シンエイ動画
- 背景作画：旭プロダクション
- 録音制作：オーディオ・プランニング・ユー
- プロデューサー：白井保（小学館プロダクション）
- 開発：リバーヒルソフト
- 製作・著作：小学館、小学館プロダクション

## キャスト

### メインキャラクター
- ドラえもん：大山のぶ代
- 野比のび太：小原乃梨子
- 源静香：野村道子
- 骨川スネ夫：肝付兼太
- 剛田武（ジャイアン）：たてかべ和也

### ザ・ドラえもんズ
ドラニコフ以降は直接対決せず、デモムービーの中で自動的に仲間になる。
- ドラ・ザ・キッド：塩屋翼 - アメリカのカウボーイ。イージーホールのアメリカを支配する。空気砲が武器。
- 王ドラ：西原久美子 - 中国のカンフーの達人。イージーホールの中国を支配する。語尾に「〜アル」が付く。
- ドラメッドIII世：佐藤正治 - アラビアの魔術師。イージーホールのアラビアを支配する。子供たちのために、プールを作るのが夢。
- ドラニコフ：鈴木みえ - ロシアの殺し屋。イージーホールのロシアを支配する。特技は、巨大化。
- ドラリーニョ：鈴木みえ - ブラジルのストライカー。イージーホールのブラジルを支配する。サッカーが大好き。
- エル・マタドーラ：伊倉一寿 - スペインの闘牛士。イージーホールのスペインを支配する。ヒラリマントが武器。

### オリジナルキャラクター
- ビッグ・ザ・ドラ：柴田秀勝
- 自由の女神：横沢啓子
- 先生：青野武
- ラオチュー：宮内幸平
- ムスタファ：笹岡繁蔵
- 小ビンの魔女：渡辺久美子
- ガンマン：大滝進矢、坂東尚樹

### その他のキャラクター
- ドラミ：横沢啓子
- ゴンスケ：龍田直樹

## 主題歌
エンディングデモにはドラえもんやのび太、ドラドラ7（セブン）の画像が流れるがエル・マタドーラのみ流れない。
- エンディングテーマ「君にいてほしい」
  - 元々は『ドラえもんミュージカル のび太の恐竜』のテーマソングとして使用され、後に第3作目『ザ☆ドラえもんズ ムシムシぴょんぴょん大作戦!』（『ドラえもん のび太の南海大冒険』の同時上映作品）でエンディングテーマとして使用されている。
- 挿入歌「シークレットマジック」
  - 作詞・作曲・編曲：高見沢俊彦、歌：神崎ゆう子
  - 元々は『ドラえもんミュージカル のび太の恐竜』で初披露された曲。
- 挿入歌「ラップンロール・ジャイアン」
  - 歌：たてかべ和也、肝付兼太
  - ゲーム中にJバーのマスター（ジャイアンそのもの）が歌う曲。こちらも『ドラえもんミュージカル のび太の恐竜』で初披露された。作詞、作曲、編曲者は未発表で、スタッフロールにもクレジットされていない。

## 漫画版
構成は、冒頭の約30ページがゲーム攻略ページで、残りは今作を元にした漫画と、「ドラドラ7（セブン）誕生秘話」と称した「ミニドラを救え! 友情のサッカー決戦」（てんとう虫コミックス版「ザ・ドラえもんズ」第2巻に再録）という漫画となっている。
- 原作：藤子・F・不二雄
- 漫画：田中道明
- 出版社：小学館
- 発売日：1995年04月20日
- ISBN 4091740626